# Bernhard Galura

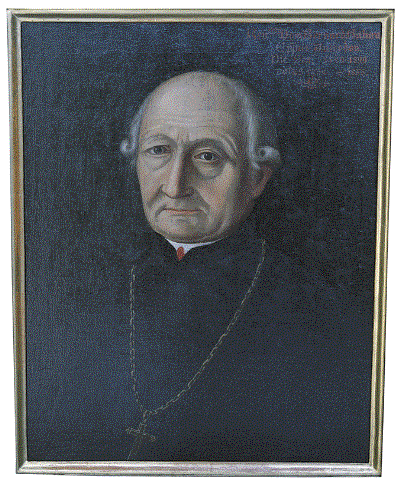
Bischof Bernhard Galura, Gemälde um 1840

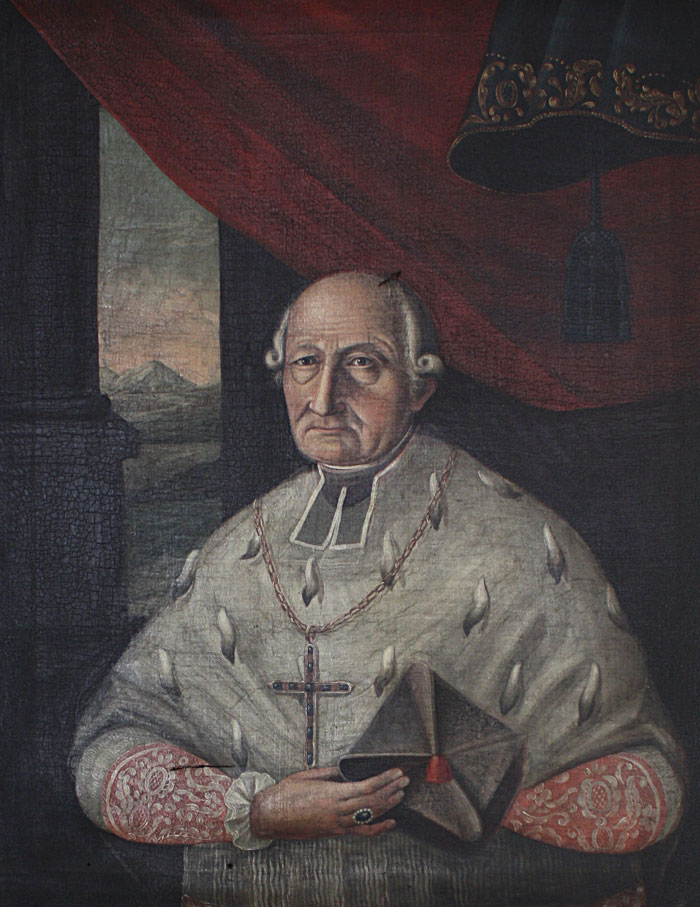
Fürstbischof Bernhard Galura im Ornat

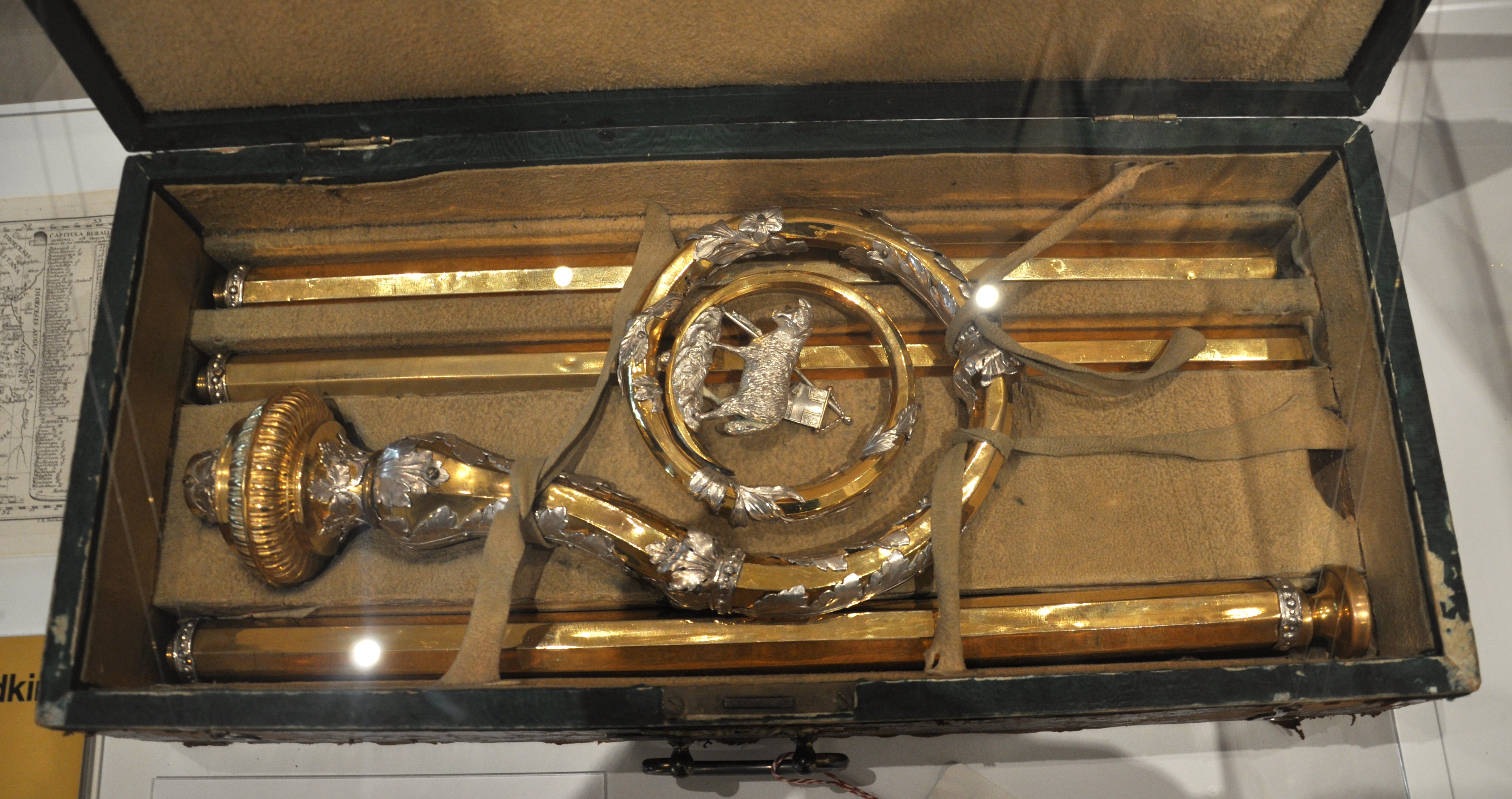
Bischofsstab von Bernhard Galura im Transportkoffer (um 1810)

Bernhard Galura (* 21. August 1764 als Bernhard Katzenschwanz in Herbolzheim; † 17. Mai 1856 in Brixen) war als katholischer Priester hoher kirchlicher Würdenträger, zuletzt Fürstbischof des Bistums Brixen.

## Leben
Galura, Sohn eines Gast- und Landwirts, trat nach seiner Gymnasialzeit in Villingen in das Minoritenkloster in Breisach ein. Weil das Kloster bei den Klosteraufhebungen im habsburgischen Herrschaftsbereich unter Kaiser Josef II. aufgelöst wurde, trat er im Jahr 1783 in das Freiburger Generalseminar ein, um Theologie zu studieren. Er schloss das Studium mit dem Doktorgrad in Theologie ab. Zur praktisch-theologischen Ausbildung wechselte er 1787 ins Generalseminar nach Wien, wo er am 27. Juli 1788 zum Priester geweiht wurde. Anschließend kehrte er als Dozent ans theologische Seminar in Freiburg zurück. 1791 wurde er Pfarrer in Altoberndorf und noch im selben Jahr Pfarrer am Freiburger Münster, das damals noch keine Bischofskirche war (bis 1805). Kaiser Franz I. ernannte ihn zum Titulardomherr von Linz und berief ihn 1805 als Geistlichen Rat nach Günzburg an der Donau. Als die Habsburger 1806 alle vorderösterreichischen Länder verloren hatten, kehrte Galura in den jetzt badischen Breisgau zurück und wurde 1808 badischer Geistlicher Rat. 1810 bis 1815 war er Pfarrer an der Freiburger Martinskirche.  1815 berief ihn Kaiser Franz zum Regierungsrat und geistlichen Referenten nach Innsbruck. 1818 wurde er Generalvikar des Brixener Fürstbischofs für Feldkirch in Vorarlberg. Am 30. Januar 1820 wurde er zum Bischof mit dem Titularbistum Anthedon geweiht und als Weihbischof in Feldkirch eingesetzt. Vom 7. April 1829 bis zu seinem Tod im Alter von 92 Jahren war er Fürstbischof von Brixen.
Galura engagierte sich auch sozial und war in politischen Kreisen eine geachtete Persönlichkeit. So wurde er in seiner seit 1805 badischen Heimat mit dem badischen Orden vom Zähringer Löwen ausgezeichnet. Daneben erhielt er mehrere österreichische Auszeichnungen und Würden. Er wurde zum Ehrenpräsidenten des „Pariser Vereins zur Ächtung des Sklavenhandels“ (Verein zur Abolition des Sclavenhandels, Abolition Society) ernannt.

## Werke
Galura verfasste mehrere Schriften, so über die „Sokratische Katechisirmethode“ (2. Aufl. 1796). Das „Lehrbuch der christlichen Wohlgezogenheit“ wurde ebenfalls mehrfach aufgelegt. Er nutzte auch Werke protestantischer Schriftsteller für seine theologischen Schriften, etwa Sturm’s Betrachtungen über die Werke Gottes im Reiche der Natur und der Vorsehung, bearbeitet für katholische Christen (1813, 2 Bde., 2. Aufl.). Als literarisches Hauptwerk gilt seine Neueste Theologie des Christenthums (1800 ff., 6 Bde.), in der die biblische Idee vom Gottesreich im Mittelpunkt steht.